# Ferdinand Hurtzig
Ferdinand August Wilhelm Hurtzig (* 23. März 1872 in Kieth in Mecklenburg; † 23. Juli 1939 in Kiel) war ein deutscher Landschaftsgärtner und kommunaler Baubeamter der Stadt Kiel.

## Leben und Wirken

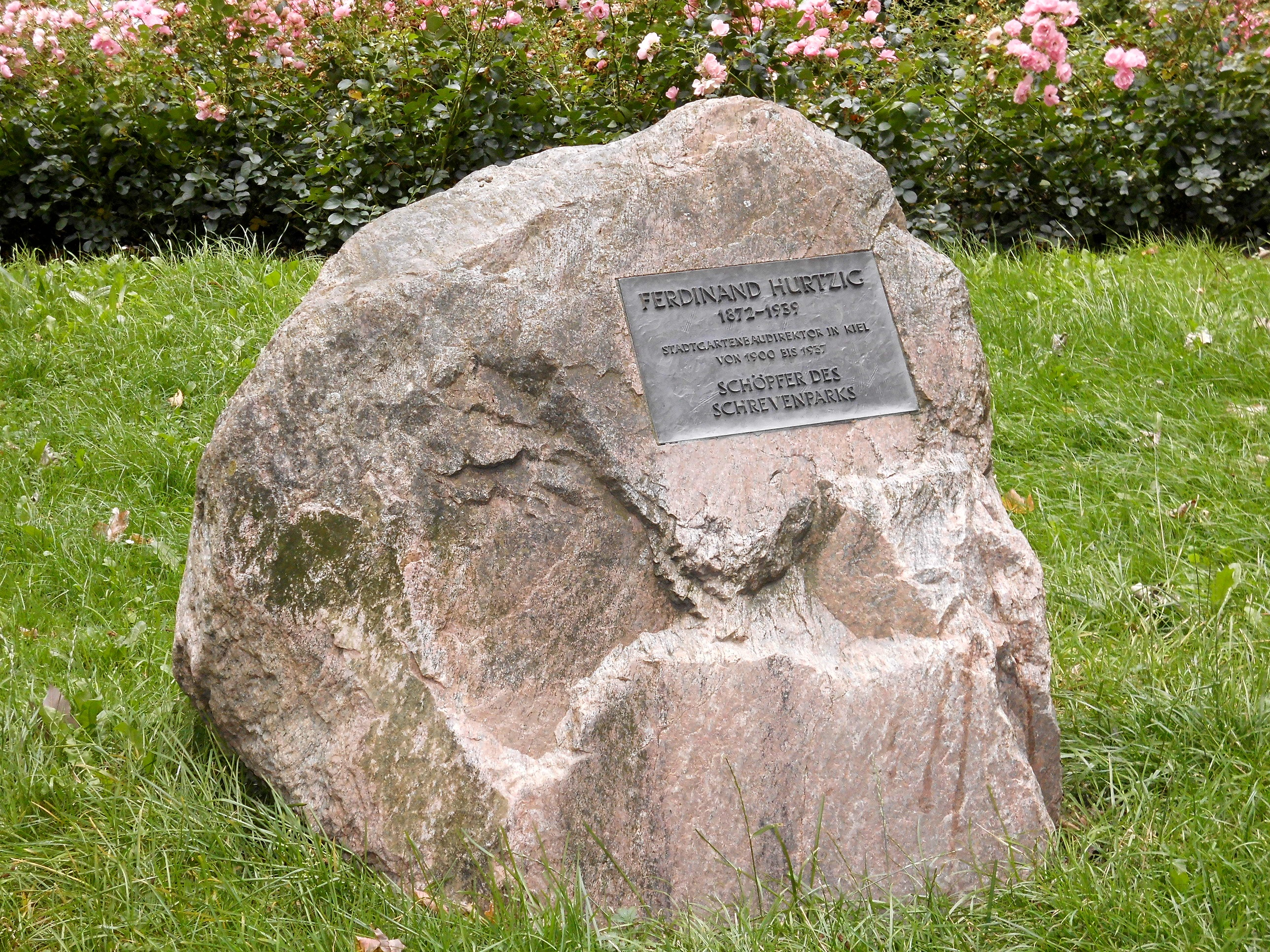
Gedenkstein im Kieler Schrevenpark

Ferdinand Hurtzig war ein Sohn des Pastors Johannes Hartwig Ferdinand Hurtzig (* 31. Oktober 1837 in Osten; † 15. Oktober 1878 in Kieth) und dessen Ehefrau Anna Elisabeth Marie Ernestine Hermine Hurtzig geborene Reuter (* 15. Januar 1848 in Goldberg; † 18. April 1919 in Doberan). Er ging auf das Gymnasium Friderico-Francisceum in Doberan und machte nach der Obersekunda von 1890 bis 1892 eine Ausbildung in der großherzoglichen Hofgärtnerei in Ludwigslust, danach 1894 an der Königlichen Gärtner-Lehranstalt am Wildpark bei Potsdam. Er erwarb theoretische und praktische Kenntnisse im gesamten Gartenbau, wozu Landschaftsgärtnerei, Gehölzkunde, Plan- und Landschaftszeichnen, Obst- und Gemüseanbau, Feldmessen und Nivellieren gehörten.
Nach dem Abschluss seiner Lehre arbeitete Hurtzig mehrere Monate als Gartentechniker für den Gartenbaubetrieb L. Haak Nachf., R. Köhler in Berlin. Anschließend leistete er seinen Militärdienst als Einjährig-Freiwilliger in Rostock. 1895/1896 betreute er unter der Leitung von Adolf Kowallek ein Revier des Kölner Stadtwalds. Anfang 1897 entwarf er die Gärten eines Ritterguts nahe Troisdorf. Im selben Jahr erhielt er von dem Bremer Gartenbaudirektor Heins den Auftrag, einige Plätze der Stadt und die Wallanlagen zu vermessen, zu nivellieren, abzubilden und neu zu gestalten. Danach ging er erneut nach Köln und entwarf noch 1897 mit dem Südfriedhof eine erste eigene Anlage. Bei einem Wettbewerb für die Neugestaltung des Westerholzes in Dortmund zu einem Volksgarten erhielt er 1899 den vierten Preis unter 53 Teilnehmern.
Anfang Mai 1900 wechselte Hurtzig als Stadtgärtner nach Kiel. Diese Stelle im Bauamt der Stadt existierte erst seit 1896. Als erste Anlage plante er mit dem Schrevenpark sein wichtigstes Werk und übernahm auch dessen Ausführung, die bis 1902 dauerte. Im Jahr 1901 plante er direkt angrenzend die städtische Gärtnerei. Später entstanden nach seinen Plänen mehrere Plätze, so 1901 der Geibelplatz, 1904 der Joachimsplatz, 1906 der Arndtplatz und der Lessingplatz, die Randbebauung der Denkmäler für Herzog Friedrich, Bismarck und Klaus Groth, 1909/1910 die Umlagen des Stadtklosters und die Uferpromenaden des Kleinen Kiels. Als Straßenzüge gestaltete er den Hohenzollernring, den heutigen Westring, und die Esmarchstraße. Bekannt sind Pläne für Teppichbeete, Parkbänke und Schwanenhäuser.
1904 wurde Hurtzig zum Städtischen Garteninspektor befördert. Danach plante er alle öffentlichen Anlagen Kiels. Bis zum Ersten Weltkrieg gestaltete er 1903–1909 den Schützenpark und 1905–1908 die Moorteichwiese. Hinzu kamen Sportanlagen, darunter mehrere heute noch existierende Tennisplätze und das Nordmarksportfeld. Außerdem begrünte er Schulhöfe und die Umlagen von Jacobi-, Nicolai-, Heiligengeist- und Ansgarkirche. Hurtzig arbeitete neben der Tätigkeit als Garteninspektor für mehrere öffentliche und private Einrichtungen in und um Kiel. Er beriet das Kaiserliche Kanalamt und schrieb Gutachten für Neustadt und Heide. Er besuchte viele Baumschulen und nord- und mitteldeutsche Städte mit wichtigen Grünanlagen, um sich fortzubilden. Er selbst informierte die Öffentlichkeit in mehreren Vorträgen über seine Pläne.
Während des Ersten Weltkriegs ruhten in Kiel alle Baumaßnahmen. Hurtzig leistete von Dezember 1914 bis 1918 Kriegsdienst. Ab 1919 entstand nach seinen Plänen der Ausbau des Urnenfriedhofs Eichhof. 1920 wurde er zum Stadtgartendirektor ernannt. Im Jahr darauf erhielt er mit Willy Hahn einen neuen Vorgesetzten, der seine Ansichten zur Grünflächenpolitik nicht teilte, was die Zusammenarbeit erschwerte. Hurtzig plante nun nicht mehr primär neue Parks, sondern neue oder zu erweiternde bestehende Sozialgrünflächen, darunter Kleingärten, Sportanlagen und Spielplätze. Während dieser Zeit führte er die von Leberecht Migge geplante Selbstversorgersiedlung „Hof Hammer“ aus und baute den Werftpark um.
Um 1926 entwarf Hurtzig malerische Strandanlagen, so die Terrasse am Falkensteiner Strand und eine Promenade bei Mönkeberg. Hinzu kamen ausgefallene Gartenanlagen wie die „Weserfahrt“ aus dem Jahr 1926 und zwei Jahre später ein Serpentinenweg am heutigen „Hirschfeld-Blick“. Im selben Jahr realisierte er mit seinem Vorgesetzten Hahn Umbau und Aufforstung der Gehölze Vieburg und Projensdorf, die große Projekte darstellten. Bei Ende seiner Amtszeit verantwortete er nahezu 1700 Hektar Fläche.
1934 wurde Hurtzig zum Stadtgartenbaudirektor ernannt. Danach plante er 1935 die Terrasse „Seeblick“ und 1937 den Schlageter-Park (heute Stadtrat-Hahn-Park). Arbeitslose bauten diesen im Zuge von Notstandsarbeiten.

## Stil
Hurtzig arbeitete aufgrund seiner Ausbildung anfangs eng im Stil von Peter Joseph Lenné und dessen Nachfolger Gustav Meyer. Dies zeigte sich insbesondere bei den von ihm geplanten Anlagen in Dortmund und dem Kieler Schrevenpark. Wege und Sichtachsen führte er dabei klassisch aus und versah sie mit neobarocken Teppichbeeten. Während der Weimarer Republik plante er zeittypisch mit gradlinig gehaltenen Form und räumte Wiesen, die Platz für Licht- und Luftbademöglichkeiten boten, größeren Raum ein. Während der Zeit des Nationalsozialismus ordnete sich Hurtzig den Wünschen der Politik unter und legte Grünflächen an, die kontrollierbare und übersichtliche Aufmärsche ermöglichten und somit wenig Erholungsmöglichkeiten boten.

## Familie
Hurtzig heiratete am 4. Januar 1902 in Kiel Emma Margarete Elise Faßmann (* 3. Dezember 1879 in Striegau; † 21. November 1959 in Kiel). Sie war eine Tochter des Chemikers und Zuckerfabrikdirektors Hermann August Faßmann (1843–1905) und dessen Ehefrau Anna Caroline Ernestine Faßmann geb. Prenzel (1849–1929). Aus der Ehe gingen drei Töchter hervor.